# 野田優驥
野田優驥（日语：ダノンプレミアム），是日本純種競賽馬匹。生涯活躍於一哩至中距離賽事，曾於2017年勝出朝日盃未來錦標，其後主要於二級賽中活躍，如曾勝出彌生賞、金鯱賞及讀賣盃等賽事。

## 出賽前
2015年4月3日出生於北海道新日高町KI牧場，成長途中被馬主公司Danox Co. Ltd.購入。
其後交由栗東訓練中心練馬師中內田充正訓練。

### 2歲
2017年6月25日出戰阪神競馬場2歲新馬戰，比賽初段成功搶佔位置於第二推進，在第四彎道時經已出得領先。進入直路後，其繼續加速拋離後方的賽駒，最終以4馬位優勢取得首勝利。
休養3個月後出戰沙地阿拉伯皇家盃，比賽途中再度採用先行戰術，進入直路後隨即發力加速取得領先，最終保持優勢下成功抵擋後上的絕嶺之峽的追擊，以破東京競馬場1600米賽道2歲馬紀錄的1分33.0秒時奪得首個分級賽冠軍。
其後出戰朝日盃未來錦標，賽前因上仗無敵的表現而取得第一人氣。比賽開始後，其繼續採用先行戰術於約莫第三、四的位置推進，而第二人氣倫敦塔處於中團位置，第三人氣絕嶺之峽則位於中團靠後。通過第三至第四彎道時候，騎師川田將雅指揮其逐步發力，並於直路入口處經已取得領先。進入直路後，其繼續加大發力的程度，最終轟出全場最快的後600米33.6秒末腳下不斷拋離後方賽駒，最終以拉開第二名絕嶺之峽3 1/2馬位的姿態奪得首個一級賽冠軍，同時其1分32.3秒的完賽時間亦將2004年由Meiner Recolte創出的紀錄推前0.1秒。

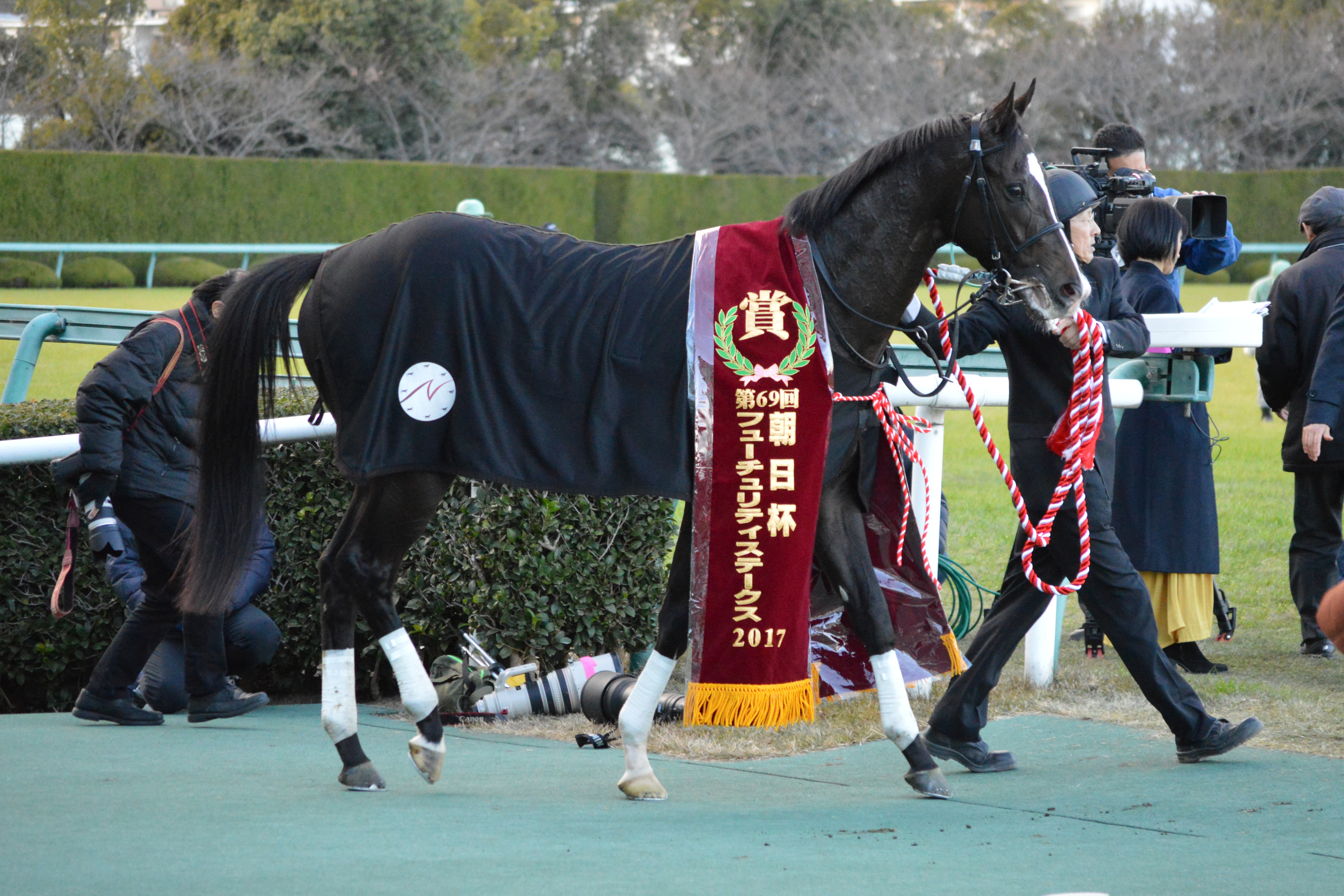
朝日盃未來錦標頒獎儀式

年末，由於其以無敗姿態奪得一級賽冠軍且兩破紀錄，因而於評選蕹以275票當選最佳2歲雄馬。

### 3歲
2018年3月4日出戰年度首戰彌生賞，面對東京體育盃兩歲錦標冠軍華格納等對手仍然可以獲得第一人氣。比賽開始後，其以迅速的動作搶佔位置，保持於領放馬Sans Rival後方的第二位置推進。通過第三彎道時候，騎師川田特意指揮其稍爲抽出外檔避開較爲崎嶇的內欄，同時其亦於此時開始發力逐步進佔領先的位置。進入直路後，其憑借望空的優勢及外檔良好的場地而成功進入全速狀態不斷衝刺，最終得以壓制一同衝出的華格納並拋離對手1 1/2馬位再下一城。
其後按照計劃爲皋月賞進行訓練，然而於3月30日被發現右前蹄被碎石挫傷，加上後續的康復進度並不理想，最終迫於無奈下避戰皋月賞。
5月27日於東京優駿（日本打吡），雖然於賽前備受馬迷信任而繼續獲得第一人氣，但狀態未完全恢復下在直路上無法發揮以往優秀的加速力，最終以第六吞下生涯首敗。
秋季陣營考慮其距離適性後決定以秋季天皇賞爲目標，然而因訓練日程及調整進度等因素的影響下計劃未能付諸實行，其3歲生涯於秋季並未出戰任何賽事下經已結束。

### 4歲
充足休養過後於2019年3月10日重返賽場出戰金鯱賞，即使經已近9個月未有出戰任何賽事，但仍然於賽前僅落後於天域皇宮取得第二人氣。比賽開始後，其保持於內欄先頭第三左右的位置推進，並於比賽途中保持穩定的節奏以等待超越領放馬的時機。進入直路後，其隨即以優秀的反應一舉衝出，最終成功以1 1/4馬位優勢壓制後方來襲的雍容白荷，再度奪得分級賽冠軍。

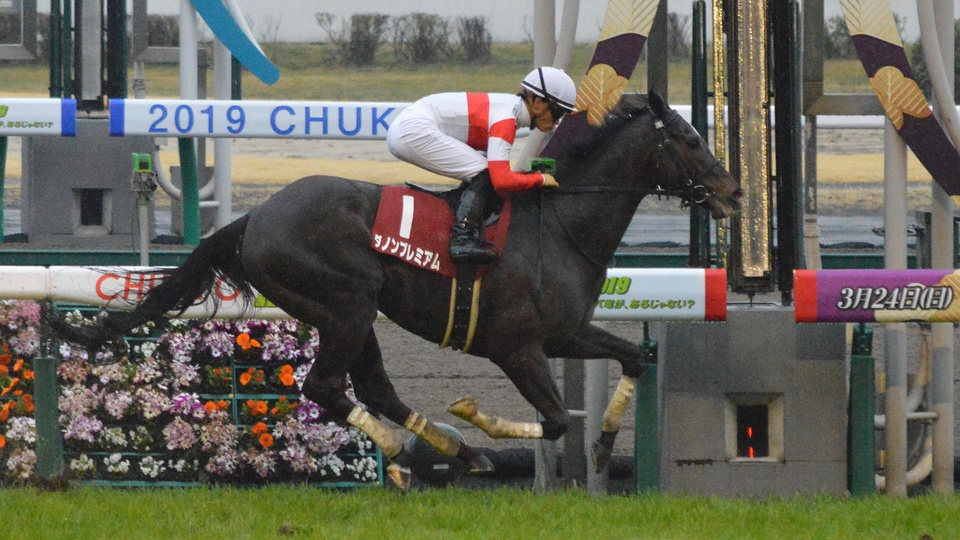
出戰金鯱賞的野田優驥

4月21日返回一哩戰線出戰讀賣盃，比賽途中一直保持於領放馬意式美食後方，進入直路後不斷加速下最終於最後關頭將對手超越並繼續帶出，以1 1/4馬位優勢取得連勝。

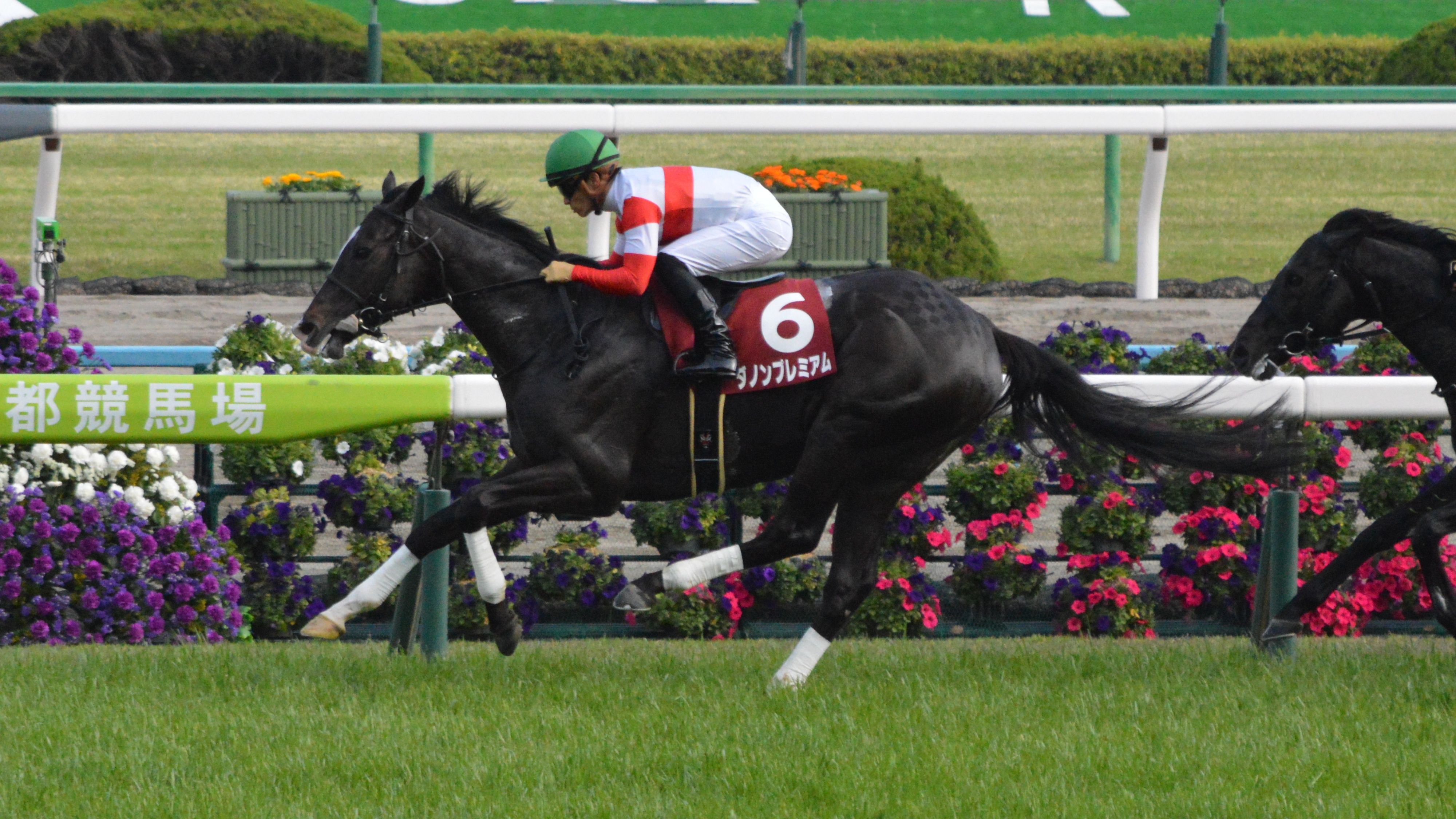
出戰讀賣盃的野田優驥

其後乘勢出戰安田紀念，賽前被看好爲可以挑戰三冠雌馬杏目的存在，因而獲得第二人氣。然而比賽開始後，其受到開閘後隨即內閃搶佔位置的火之呼喚阻擋，被迫與同樣受到阻礙的探求到底、波斯劍客及杏目於較後位置追走，因而需要採用自身不擅長的居中戰術展開推進。進入直路後，其更於最後400米處突然失去所有走勢，最終不斷失速下被後方所有賽駒超越，以包尾第十六大敗。而賽後騎師川田認爲其於直路的失速較爲反常，因而下馬並向陣營報告問題，所幸於詳細檢查過後並未發現任何大礙。
夏季放草過後於秋季以秋季天皇賞作爲起動戰，雖然於安田紀念歷經大敗，但於此戰仍然獲得第三人氣的支持。比賽開始後，其於順利出閘之下進佔先頭第五的位置，並於比賽途中一直緊町杏目。進入直路後，其不斷加速以求縮窄和杏目之間的距離，然而於兩者的加速力有顯著差距下，野田優驥未能對對手組成太大威脅，最終被拉開3馬位落敗。
11月17日出戰一哩冠軍賽，比賽途中其一直保持於先頭有利位置，並於進入直路後亦能發揮出不俗的末腳速度，但最終仍然被中檔衝出的冠軍車手超越，以1 1/2馬位差距得第二。

### 5歲
2020年其首戰爲遠征澳洲的女皇伊利沙伯錦標，並和麥道朗組成新組合。比賽開始後，其繼續採用先行戰術於前方推進，雖然通過彎道進入直路時處於第二的位置，但其後於直路未能保持勢頭，最終被英國代表加踏步及主隊馬雍容爾雅擊敗以第三完賽。
回國後以安田紀念作爲目標，由於主戰騎師川田選擇策騎頌讚火星，因而其改由連達文執繮。比賽開始後，其處於第三的位置推進，然而進入直路後其勢頭急劇減弱，最終失速之下以第十三大敗。
放草過後出戰秋季天皇賞，比賽初段搶佔位置進行領放並一直佔先，但進入直路後逐步力弱被後方的杏目、氣自豪及創世駒超越，最終以第四完賽。
其後遠征香港出戰香港盃，比賽途中保持良好的節奏推進，最終敗於同爲日本代表的樸素無華和勝出光采及愛爾蘭代表變魔術跑獲第四。

### 6歲
2021年上半年休養過後於6月出戰安田紀念，但於比賽途中稍爲受到阻滯，最終僅以第七完賽。
賽後陣營亦正式宣佈其退役的決定，並於7月1日取消日本中央競馬會的賽駒註冊。

### 詳細賽績
| 日期       | 舉辦國家/地區 | 馬場 | 距離   | 級別 | 賽事名稱         | 負重 | 騎師     | 馬號 | 出馬 | 名次 | 時間     | 頭馬（二馬）     |
| ---------- | ------------- | ---- | ------ | ---- | ---------------- | ---- | -------- | ---- | ---- | ---- | -------- | ---------------- |
| 25/6/2017  | 日本          | 阪神 | 草1800 |      | 2歲新馬          | 54   | 川田將雅 | 7    | 10   | 1    | 1:48.7   | （Spring Smile） |
| 7/10/2017  | 日本          | 東京 | 草1600 | GIII | 沙特阿拉伯皇家盃 | 55   | 川田將雅 | 2    | 18   | 1    | 1:33.0   | （絕嶺之峽）     |
| 17/12/2017 | 日本          | 阪神 | 草1600 | GI   | 朝日盃未來錦標   | 55   | 川田將雅 | 1    | 16   | 1    | 1:33.3   | （絕嶺之峽）     |
| 4/3/2018   | 日本          | 中山 | 草2000 | GII  | 彌生賞           | 56   | 川田將雅 | 9    | 10   | 1    | 2:01.0   | （華格納）       |
| 27/5/2018  | 日本          | 東京 | 草2400 | GI   | 東京優駿         | 57   | 川田將雅 | 1    | 18   | 6    | 2:23.8   | 華格納           |
| 10/3/2019  | 日本          | 中京 | 草2000 | GI   | 金鯱賞           | 56   | 川田將雅 | 1    | 13   | 1    | 2:00.1   | （雍容白荷）     |
| 21/4/2019  | 日本          | 京都 | 草1600 | GII  | 讀賣盃           | 57   | 川田將雅 | 6    | 10   | 1    | 1:32.6   | （意式美食）     |
| 2/6/2019   | 日本          | 東京 | 草1600 | GI   | 安田紀念         | 58   | 川田將雅 | 15   | 16   | 16   | 1:32.9   | 冠軍車手         |
| 27/10/2019 | 日本          | 東京 | 草2000 | GI   | 秋季天皇賞       | 58   | 川田將雅 | 9    | 16   | 2    | 1:56.7   | 杏目             |
| 17/11/2019 | 日本          | 京都 | 草1600 | GI   | 一哩冠軍賽       | 57   | 川田將雅 | 14   | 17   | 2    | 1:33.2   | 冠軍車手         |
| 11/4/2020  | 澳洲          | 蘭域 | 草2000 | GI   | 女皇伊利沙伯錦標 | 59   | 麥道朗   | 1    | 12   | 3    | 紀錄缺失 | 加踏步           |
| 7/6/2020   | 日本          | 東京 | 草1600 | GI   | 安田紀念         | 58   | 連達文   | 1    | 14   | 13   | 1:33.6   | 放聲歡呼         |
| 1/11/2020  | 日本          | 東京 | 草2000 | GI   | 秋季天皇賞       | 58   | 川田將雅 | 11   | 12   | 4    | 1:58.2   | 杏目             |
| 13/12/2020 | 香港          | 沙田 | 草2000 | GI   | 香港盃           | 57   | 布宜學   | 2    | 8    | 4    | 2:00.83  | 樸素無華         |
| 6/6/2021   | 日本          | 東京 | 草1600 | GI   | 安田紀念         | 58   | 池添謙一 | 6    | 14   | 7    | 1:32.3   | 野田賢君         |

## 退役後
退役後，野田優驥成爲了配種馬，於北海道新日高町Arrow Stud休養，在2022年進行配種，首批子嗣於2023年出生。首批子嗣可於2025年出賽。

## 血統簡介
父系大震撼爲日本賽駒，爲日本賽馬史上第二匹無敗三冠馬，生涯出戰十四場賽事僅得兩場未能勝出，退役後配種成績亦極爲優秀。祖父週日寧靜是美國三冠賽雙冠馬，退役後在日本配種，在日本馬壇相當成功，贏得多項分級賽事，其子嗣贏得巨額獎金。
母系Indiana Gal爲愛爾蘭賽駒，生涯戰績不俗，曾勝出當地表列賽。外祖父Intikhab爲美國生產的英國賽駒，生涯戰績不俗，曾勝出二級賽女皇安妮錦標。

### 血統表
| 父線：週日寧靜系（Halo系）                                 |                         |                |                   |
| 種馬 大震撼 2002年（棗色）                                 | 週日寧靜 1986年（棕色） | Halo           | Hail to Reason    |
| 種馬 大震撼 2002年（棗色）                                 | 週日寧靜 1986年（棕色） | Halo           | Cosmah            |
| 種馬 大震撼 2002年（棗色）                                 | 週日寧靜 1986年（棕色） | Wishing Well   | Understanding     |
| 種馬 大震撼 2002年（棗色）                                 | 週日寧靜 1986年（棕色） | Wishing Well   | Mountain Flower   |
| 種馬 大震撼 2002年（棗色）                                 | 風中秀髮 1991年（棗色） | Alzao          | 利法爾            |
| 種馬 大震撼 2002年（棗色）                                 | 風中秀髮 1991年（棗色） | Alzao          | Lady Rebecca      |
| 種馬 大震撼 2002年（棗色）                                 | 風中秀髮 1991年（棗色） | Burghclere     | Busted            |
| 種馬 大震撼 2002年（棗色）                                 | 風中秀髮 1991年（棗色） | Burghclere     | Highclere         |
| 繁殖雌馬 Indiana Gal 2005年（棗色）                        | Intikhab 1994年（棗色） | Red Ransom     | 雷弼圖            |
| 繁殖雌馬 Indiana Gal 2005年（棗色）                        | Intikhab 1994年（棗色） | Red Ransom     | Arabia            |
| 繁殖雌馬 Indiana Gal 2005年（棗色）                        | Intikhab 1994年（棗色） | Crafty Example | Crafty Prospector |
| 繁殖雌馬 Indiana Gal 2005年（棗色）                        | Intikhab 1994年（棗色） | Crafty Example | Zienelle          |
| 繁殖雌馬 Indiana Gal 2005年（棗色）                        | Genial Jenny            | 丹山           | 單色              |
| 繁殖雌馬 Indiana Gal 2005年（棗色）                        | Genial Jenny            | 丹山           | Razyana           |
| 繁殖雌馬 Indiana Gal 2005年（棗色）                        | Genial Jenny            | Joma Kaanem    | Double Form       |
| 繁殖雌馬 Indiana Gal 2005年（棗色）                        | Genial Jenny            | Joma Kaanem    | Ash Lawn          |
| 雌系：號族：1-s                                            |                         |                |                   |
| 五代內近親交配：Hail to Reason 4×5、單色 5×4、北地舞人 5×5 |                         |                |                   |

## 命名由來
名字中，Danon（ダノン）是馬主Danox Co. Ltd.冠名，源自公司名字，而此公司名字就是公司代表野田順弘之姓氏「野田」（ノダ）倒轉後的變體；Premium（プレミアム）意思是高級，香港則翻譯为「優驥」。

## 外部連結
- 野田優驥 netkeiba.com （页面存档备份，存于）
- 血統表 （页面存档备份，存于）